# Thongvan Fanmuong
Thongvan Fanmuong là thiếu tướng Campuchia từng phục vụ trong Quân đội Quốc gia Khmer dưới chế độ Cộng hòa Khmer của Lon Nol. Ông tốt nghiệp qua các trường Ecole d'Etat Major và Ecole de Guerre của Pháp. Ngoài ra, ông còn là thành viên ủy ban tối cao của Cộng hòa Khmer cùng với các Tướng lĩnh chủ chốt như Sak Sutsakhan, Long Boret, Hang Thun Hak, Op Kim Ang, Tướng Ear Chhong (Tham mưu trưởng Không quân), và Đô đốc Vong Sarendy (Tham mưu trưởng Hải quân). Ủy ban này đã cố gắng "tổ chức một cuộc đầu hàng của quân đội cộng hòa" khi Khmer Đỏ lên tiếp quản đất nước vào ngày 17 tháng 4 năm 1975.